# Sportovní hala Dolní Břežany
Sportovní hala Dolní Břežany se nachází na východním okraji této obce, slouží především zdejší základní škole. Byla postavena mezi roky 2016 až 2017. Vyznačuje se netradičním tvarem, kterým je rotační elipsoid, pokrytý hladkým kovovým povrchem (hliníkovým šindelem); osvětlení zajišťují světlovody. Kapacita tribun činí maximálně 250 diváků. Autorem této stavby je architektonický ateliér Sporadical (výslovnost [spəˈrædikl]), investorem byla Obec Dolní Břežany. V roce 2018 se hala stala absolutním vítězem českého Grand Prix architektů, získala Národní cenu za architekturu a navíc byla vyhlášena i Stavbou roku 2018.
Hala je určena primárně pro tyto sporty: volejbal, basketbal, florbal, badminton, stolní tenis, fotbal pro děti, nohejbal, dále různé bojové, taneční či pohybové sporty. Není v ní možno bruslit. Halu je možné si pronajmout.